# Die Forelle

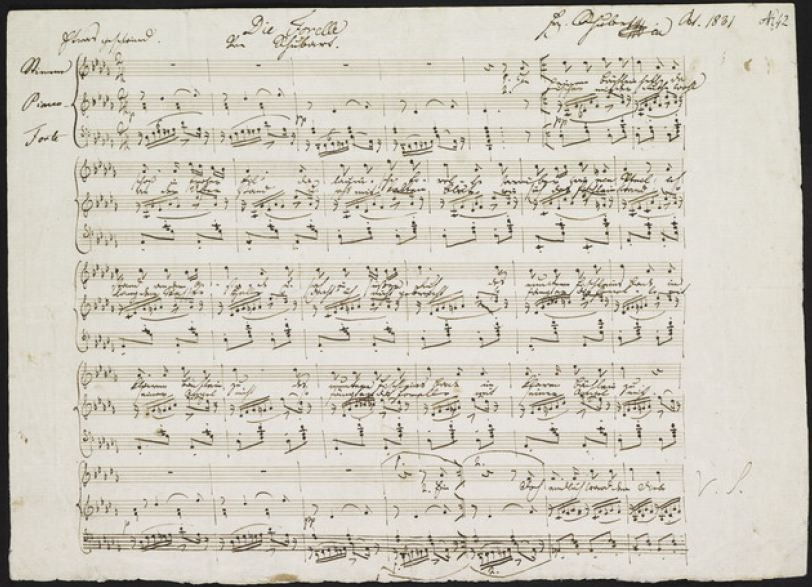
Schiță a piesei „ Die Forelle "

„Die Forelle" (Germană pentru „Păstrăvul"), Op. 32, D 550. este un lied, sau o melodie, compusă la începutul anului 1817 pentru voce solo și pian cu muzică compusa de compozitorul austriac Franz Schubert (1797-1828). Schubert a ales să foloseasca textul unei poezii de Christian Friedrich Daniel Schubart, publicata pentru prima dată în Schwäbischer Musenalmanach  în 1783. Poemul complet spune povestea unui păstrăv fiind prins de un pescar, dar în strofa finala aparent dezvăluie morala poeziei, si anume de a avertiza femeile tinere sa se protejeze impotriva barbatilor tineri 
În realitate, poezia era o analogie asupra soartei scriitorului său, poetul Schubart, care a fost întemnițat timp de mulți ani pentru critica sa asupra guvernării absolute la Württenberg. Ultimul vers „didactic” a fost adăugat pentru a face paralela mai puțin evidentă. 
Când Schubert a pus muzica pe text, a elminat ultima strofa, care conținea „morala” și, pentru a împiedica orice încercare de posteritate de a o reintroduce, a dat piesei o formă A-B-A închisă. În noua versiune poezia poate fi interpretată atât ca un tribut adus frumuseții naturii, cât și ca apărare a dreptului la libera exprimare. 
Efectul a fost, de asemenea, o schimbare în scopul initial al melodiei, în același timp, permițându-i să fie cântată atât de cântărețele de sex masculin, cât și de cele feminine. Schubert a produs șase copii ulterioare ale lucrării, toate cu mici variații. 
Schubert a scris „ Die Forelle  "într-o singura tonalitate, si anume D ♭ major cu o formă strofică variată (sau modificată). Primele două versuri au aceeași structură, dar se schimbă in versul final pentru a da o impresie muzicală a păstrăvului prins. În catalogul Deutsch al lui Schubert lucrarea este numărul 550 sau D. 550. Muzicologul Marjorie Wing Hirsch descrie stilul său în lied-ul lui Schubert drept o „melodie lirică cu amestecuri de trăsături dramatice”. 
Piesa a fost populară cu publicul contemporan, ceea ce l-a determinat pe Schubert să scrie o piesă de muzică de cameră pe baza acestui lied. Din această comisie s-a produs Quintetul păstrăvului (D. 667), în care s-au găsit un set de variații ale „Die Forelle" care sunt prezente în a patra mișcare. 

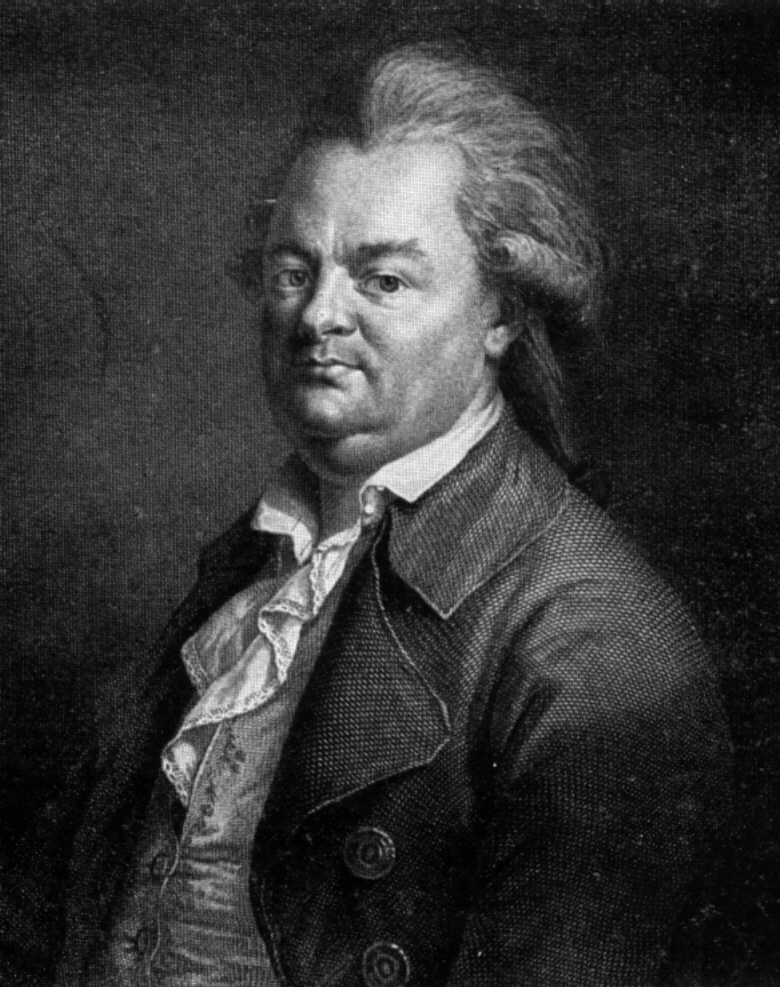
Christian Friedrich Daniel Schubart, care a scris poezia în 1783

Versurile liedului sunt dintr-o poezie de Christian Friedrich Daniel Schubart. Opinia este împărțită pe abilitățile sale: The Musical Times îl consideră „unul dintre cei mai slabi poeți” a căror lucrare a fost folosită de Schubert și comentează că „s-a mulțumit să versifice idei frumoase”, in timp ce cântărețul și autorul Dietrich Fischer-Dieskau l-a considerat pe Schubart drept „un poet, muzician și orator foarte talentat”. Schubart a scris „Die Forelle" în 1782, timp ce era închis în fortăreața Hohenasperg; a fost prizonier acolo din 1777 până în 1787 pentru că a insultat amanta lui Charles Eugene, Ducele de Württemberg. Poezia a fost publicată în Schwäbischer Musenalmanach din 1783, fiind alcătuită din patru strofe. 
Savantul lui Schubert, John Reed, a considerat că poezia este „sentimentală” și „slabă”, cu strofa finală a poemului constând într-o „morală de contrabandă” care „sfătuiește în mod clar fetele tinere să fie în gardă împotriva tinerilor cu tije”. Academicul Thomas Kramer observă că „ Die Forelle  „este„ oarecum neobișnuita, având în vedere pretenția sa de a fi despre un pește de bună credință ”, timp ce el o descrie„ o parabolă sexuală ”. Fischer-Dieskau a văzut poezia drept„ didactică.   ... cu moravul său baroc ". Schubert nu a folosit totuși această strofă finală și, în schimb, s-a concentrat pe observația unei persoane asupra păstrăvului și pe reacția la a fi prins de un pescar. 
| Die ihr am goldnen Quelle Der sichern Jugend weilt, Denkt doch an die Forelle, Seht ihr Gefahr, so eilt! Meist fehlt ihr nur aus Mangel Der Klugheit. Mädchen seht Verführer mit der Angel! Sonst blutet ihr zu spät. | You who tarry by the golden spring Of secure youth, Think still of the trout: If you see danger, hurry by! Most of you err only from lack Of cleverness. Girls, see Seducers with their tackle! Or else, too late, you'll bleed. |

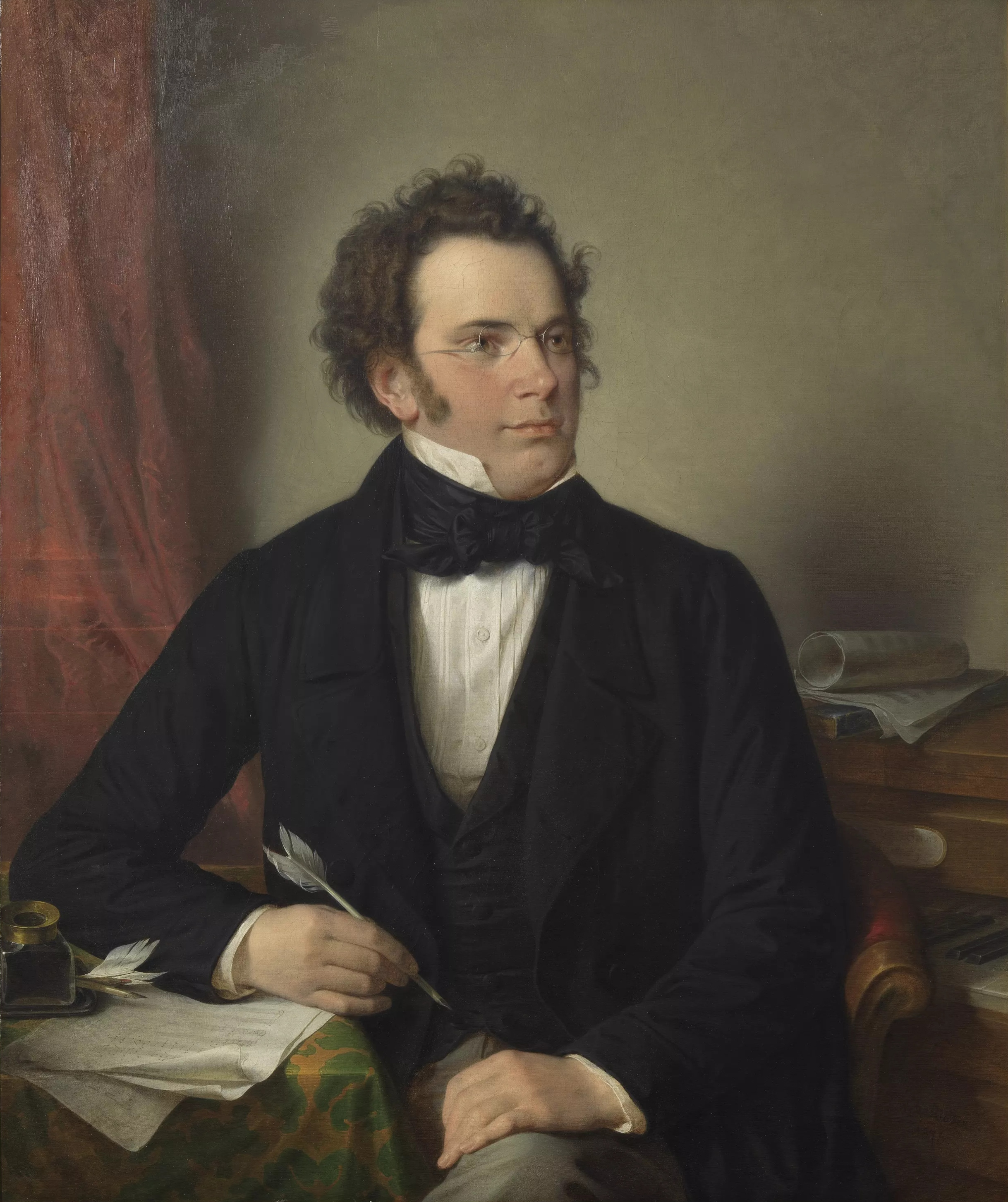
Schubert, de Wilhelm August Rieder, după un portret in acuarela din 1825

În 1815, Schubert a scris douăzeci de cântece bazate pe lucrările lui Ludwig Gotthard Kosegarten (1758-1818). Printre ei a fost „Die Erscheinung" (D 229), scrisă în iulie în acel an; John Reed vede piesa ca un precursor al "Die Forelle”, observând că „Die Erscheinung" și alte melodii similare ", transmit o intensitate a sentimentului care le risipește scala mică". Din anul următor până în 1821 Schubert a compus patru cântece folosind poeziile lui Schubart, "An den Tod" (D518), "An mein Klavier" (D342), "Die Forelle„ (D550) și „Grablied auf einen Soldaten" (D454). Deși primul proiect din "Die Forelle" a fost pierdută și data exactă a compoziției este necunoscută, liedul se știe că a fost scris la începutul anului 1817, în același an în care a compus "Der Tod und das Mädchen" și "An die Musik". 
După ce Schubert a finalizat melodia, unul dintre prietenii săi, Johann Leopold Ebner, a povestit că lui Schubert i s-a spus că „ Die Forelle  "Citat în mod inconștient Coriolan Overture de Beethoven; la auzul comparației, Schubert a decis să distrugă manuscrisul, dar a fost oprit de Ebner și alții.  La 9 decembrie 1820, piesa a fost publicată într-un supliment pentru Wiener Zeitung, împreună cu un multe altele din liederul lui Schubert.  Nu a fost platit pentru publicarea melodiilor sale, dar a primit publicitate gratuită.  

## Compoziție
„ Die Forelle  "este scris pentru voce solo și pian in tonalitatea D♭major. Piesa este scrisă cu o structură strofică variată (sau modificată), ceea ce înseamnă că „versul melodiei" este în general aceeași, cu un vers diferit. Potrivit istoricul american Mark Ringer, Schubert a folosit o „structură muzicală care reflectă atât ciclul de viață al pământului, cât și progresul de la inocență la experiență". 
Versul diferit este al treilea și demonstrează „amestecul trăsăturilor dramatice” din cântecul liric, pe care Fischer-Dieskau îl numește „un exemplu clasic al cântecului strofic cu Abgesang   ... "după-tulpina". "După-tulpina" vine la strofa finală; compozitorul Schubert și savantul Brian Newbould a observat că pentru trei sferturi din strofa finală a melodiei, Schubert a plecat de la strofa cu scopul de a da o impresie muzicală despre păstrăvul prins, dar s-a intors la strofa pentru cupletul final. Figura ritmică primară din acompaniamentul pentru pian sugerează mișcarea peștelui în apă. Când pescarul prinde păstrăvul, linia vocală se schimbă de la major la minor, figurația pianului devine mai întunecată, iar frazele care curg sunt „broken by startled rests”. Potrivit lui Mark Ringer, melodia evocă o „folklike naïveté” care „oferă atât încântare cât și putere emoțională". 
Poezia lui Schubart ia punctul de vedere al unui vorbitor de sex masculin, sfătuind femeile să fie atentă la bărbații tineri. Prin înlăturarea strofei, Schubert înlătură moralul și creează incertitudine în sexul naratorului. 

## Variații
După ce și-a completat originalul în 1817, Schubert a realizat șase semnaturi ulterioare. Aceste versiuni diferite nu au fost neapărat o încercare de a îmbunătăți o lucrare, unele versiuni ulterioare fiind scrise din memorie cu doar mici variații; Newbould consideră că replicarea strânsă a lui Schubert a fost o „fază a muzicii   ... și un semn că Schubert a vorbit limba muzicii cu naturalețea conversației. " Diferențele dintre semnaturi sunt mici: potrivit lui Reed, acestea" sunt preocupate   ... cu indicarea tempo-ului și preludiul - postludiul. " Prima versiune, marcată Mässig, nu are nicio introducere, deși" forma introducerii familiare este deja adumbrată într-un postlud de 7 masuri ". Proiectul este nedatat, deși este din 1817 și este păstrat în colecția lui Stadler, Ebner și Schindler din Lund. O a doua copie, scrisă în mai sau iunie 1817, a fost pentru albumul lui Franz Sales Kandler: această versiune a fost marcată Nicht zu geschwind (nu prea repede). 
O a treia variantă a fost scrisă în noaptea din 21 februarie 1818. Schubert și Anselm Hüttenbrenner, prieten și coleg compozitor, au terminat câteva sticle de vin maghiar, când Anselm a comentat că fratele său, Josef, era un fan al operei lui Schubert. Schubert a completat o copie din „ "Die Forelle"  asta a fost "oarecum dezordonat". Nebunia a fost explicată parțial de starea de beție a lui Schubert, dar a fost explicată și prin nota de însoțire pe care i-a scris-o lui Josef:" La fel cum, în grabă, urma să trimit lucrul acela, am preferat somnoros sa iau cerneala și s-o torn calm peste ea. Ce dezastru! " Manuscrisul a fost deținut de familia Hüttenbrenner timp de mai mulți ani și a fost fotografiat în 1870, înainte de a fi pierdut. Schubert a scris o versiune suplimentară în 1820 pentru a o publica în Wiener Zeitung, și o copie finală în octombrie 1821 pentru a o publica în Neue Ausgabe . Versiunea finală are „un preludiu de 5 masuri la pian” și se află în prezent în colecția Fundației Gertrude Clarke Whittall din Biblioteca Congresului .  
În 1819, Sylvester Baumgartner - un patron al muzicii și violoncelist amator din Steyr i-a recomandat lui Schubert să scrie o piesă de muzică de cameră bazată pe „Die Forelle"; Schubert a scris apoi un cvintet pentru coarde si pian în care a citat melodia într-un set de variații în a patra mișcare. Piesa a devenit cunoscută mai târziu sub denumirea de Trout Quintet (D. 667). Franz Liszt a transcris și parafrazat „Die Forelle" în două versiuni pentru pian solo. Prima a fost în 1844 ca a șasea parte a compoziției sale Sechs Melodien von Franz Schubert (S 560); a doua transcriere a fost în 1846 (S 564). 

## Recepție
Informațiile privind recepția contemporană la „Die Forelle" sunt suficiente. Reed spune că piesa a avut „popularitate imediată”, și că Schubert care compune Trout Quintet era o dovadă că „Die Forelle" "era deja cunoscut” până în 1819. Newbould este de acord, subliniind că cvintetul„ recunoaște ascensiunea meteorică a cântecului în secolul al XIX-lea in Viena echivalent cu topurile ”. Fischer-Dieskau vizualizeaza pe termen lung popularitatea melodiei, scriind că „viețuirea imaginii, cu tulburarea alternativă și netezirea suprafeței apei, împreună cu exuberanța melodiei în sine, reprezintă prestația universală a cântecului.”